# David May (Informatiker)
Michael David May (* 24. Februar 1951 in Holmfirth, Yorkshire) ist ein britischer Informatiker. Er ist Professor für Informatik an der University of Bristol sowie Gründer und CTO von XMOS Semiconductor.

## Leben
May besuchte das Queen Elizabeth Gymnasium in Wakefield. Von 1969 bis 1972 studierte er zunächst Mathematik, später Informatik am King’s College der University of Cambridge. Nach seinem Studium ging er an die University of Warwick und betrieb dort Forschung im Bereich der Robotik. Für die Untersuchung von sensorischen Kontrollsystemen entwickelte er EPL, eine frühe parallele Programmiersprache, die auf einem Cluster von seriell verbundenen Einplatinencomputern implementiert war. Durch die Arbeiten machte er Bekanntschaft mit den Inmos-Gründern Tony Hoare und Iann Barron. Als Inmos 1978 gegründet wurde, wechselte May zu dieser Firma, um dort im Bereich Mikroprozessorarchitekturen zu arbeiten.
1995 wurde er Professor der Informatik an der University of Bristol und war von 1995 bis 2006 Vorstand des Fachbereichs Informatik. Neben seiner Tätigkeit als Professor ist er Chief Technical Officer bei XMOS Semiconductor.
May ist verheiratet und lebt mit seiner Frau in Bristol. Das Paar hat drei Söhne.

## Leistungen
May war der führende Entwickler des Transputers sowie der Entwickler der Programmiersprache Occam. In Zusammenarbeit mit Tony Hoare und der Programming Research Group der University of Oxford entwickelte May als einer der ersten Techniken zur formalen Verifizierung des Designs von Mikroprozessoren. Des Weiteren hält er 34 Patente im Bereich der Mikroelektronik (Stand 2007).

### Mays Gesetz
May stellte folgende Behauptung auf: „Software efficiency halves every 18 months, compensating Moore’s Law“ (die Effizienz von Software halbiert sich alle 18 Monate und kompensiert damit das mooresche Gesetz).

## Auszeichnungen
1990 erhielt May die Ehrendoktorwürde der University of Southampton. Die Royal Society nahm ihn 1991 als Mitglied auf, und 1992 wurde ihm die Patterson-Medaille des Institute of Physics verliehen.